# Loi de Jérusalem

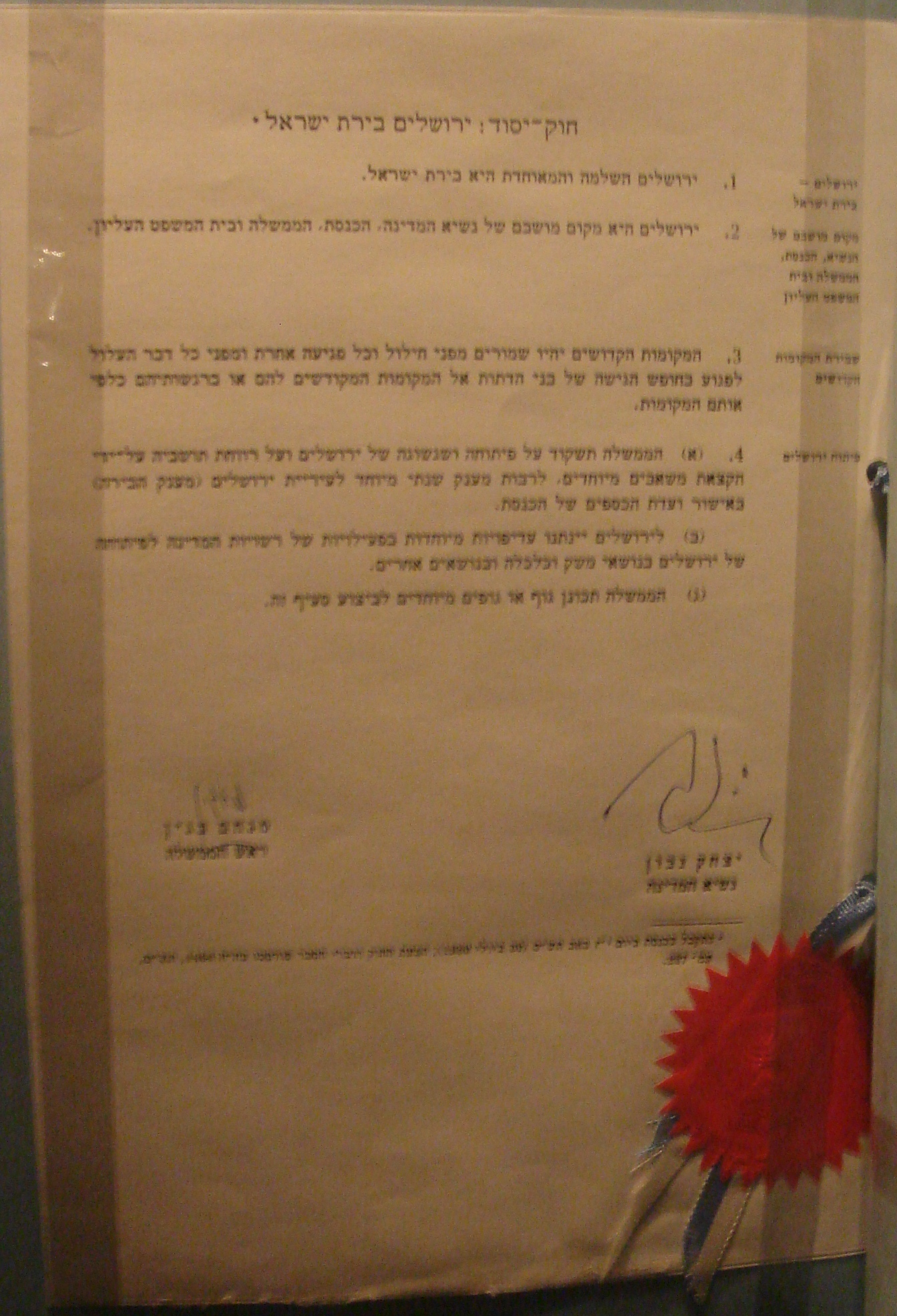
Loi de Jérusalem, en date du 30 juillet 1980, une des Lois fondamentales d'Israël

La loi de Jérusalem du 30 juillet 1980, officiellement nommée « Loi fondamentale : Jérusalem capitale d'Israël » (en hébreu : חוק יסוד- ירושלים בירת ישראל), est une des lois fondamentales d'Israël, proclamant la ville de Jérusalem, « une et indivisible », comme capitale de cet État créé en 1948 et jusqu'à cette date dirigé depuis Tel Aviv. 
Cette loi est controversée sur le plan international.

## Historique de Jérusalem de 1947 à 1980

### Le plan de partage de l'ONU (29 novembre 1947)
En 1947, l'Organisation des Nations unies, successeur de la Société des Nations, décide de mettre fin au mandat britannique sur la Palestine en partageant ce territoire en trois parties. La Palestine mandataire a alors une population formée d'une part d'habitants arabes (principalement musulmans ou chrétiens), d'autre part d'immigrants ou de descendants d'immigrants juifs sionistes souhaitant créer un foyer national sur la « Terre d'Israël » et dotés d'organes paraétatiques puissants, notamment la Haganah (armée juive) et l'Agence juive (gouvernement de la communauté juive).
Le plan de partage adopté par l'ONU le 29 novembre 1947 prévoit la création d'un État juif, d'un État arabe et d'une zone internationale de Jérusalem et environs afin de garantir l'accès aux lieux saints.

### Création d'Israël (14 mai 1948) et première guerre israélo-arabe (1948-1949)
Les derniers représentants du Royaume-Uni devant quitter la Palestine le 15 mai 1948, le 14 mai, le président de l'Agence juive, David Ben Gourion, proclame (à Tel Aviv) l'indépendance de l'État d'Israël (dans le cadre défini par l'ONU). De leur côté, les Arabes sont catégoriquement hostiles à tout partage : depuis décembre 1947, la Palestine est en état de guerre civile entre juifs et arabes. 
Le 15 mai, sept pays rassemblés dans le cadre de la Ligue arabe déclarent la guerre au nouvel État, mais la guerre israélo-arabe de 1948-1949 aboutit à une première victoire d'Israël. Lorsque les combats s'arrêtent en mars 1949, Israël contrôle un territoire plus étendu que celui de l'État juif de l'ONU. Notamment, l'armée israélienne occupe la partie Ouest de Jérusalem dont la partie Est (qui inclut les lieux saints et la Vieille Ville) est occupée par l'armée jordanienne.

### Période 1949-1967
Les traités d'armistice conclus par Israël et les quatre belligérants limitrophes définissent, à la suite de quelques échanges de territoires, une ligne de démarcation militaire, couramment appelée ligne verte.
L'armistice conclu entre Israël et la Jordanie le 3 avril 1949 entérine le partage de Jérusalem en deux zones d'occupation, ce qui met fin à tout statut international. Dès lors, Jérusalem-Ouest (38 km2) est administré par Israël et Jérusalem-Est (6 km2) par la Jordanie.
L'État arabe envisagé par l'ONU disparait des perspectives politiques, le reste du territoire non contrôlé par Israël étant occupé par l'armée égyptienne (bande de Gaza) et l'armée jordanienne (Cisjordanie). Cependant, durant ces années, se créent les organisations, notamment le Fatah de Yasser Arafat et l'OLP, ainsi que le FPLP (Georges Habache) et le FDPLP (Nayef Hawatmeh), dont le but est de recouvrer le territoire entier de la Palestine ex-mandataire.

### Deuxième guerre israélo-arabe (5-10 juin 1967)
Au début de juin 1967, cinq pays arabes lancent une nouvelle offensive contre Israël. Cette fois, il suffit de six jours à l'armée israélienne pour mettre les armées arabes en déroute et pour prendre le contrôle de toute la Palestine, Jérusalem-Est, Cisjordanie et bande de Gaza, ainsi que d'un territoire syrien du plateau du Golan.
Jérusalem-Est est conquise dès le 7 juin 1967 par les parachutistes de la 55e brigade d'infanterie (général Uzi Narkiss). Cela permet aux gouvernement d'Israël de déclarer que la ville est réunifiée de fait. 

### Loi du 27 juin 1967 sur Jérusalem
Le 27 juin 1967, la Knesset vote trois lois-cadres concernant l'occupation israélienne du reste de la Palestine, dont une relative à Jérusalem.
La superficie municipale de la ville est portée à 72 km2 au lieu de 44. La gestion en est confiée à la municipalité conduite par Teddy Kollek, élu en 1965 maire de Jérusalem-Ouest. 
La loi envisage la construction de quartiers juifs dans le nouveau territoire de Jérusalem. Le libre accès aux lieux saints musulmans et chrétiens est garanti.
Le 28 juin 1967, le conseil municipal de Jérusalem-Est est dissous. Le 29 juin, la zone frontière, avec ses obstacles divers (poteaux et barbelés, fossés de séparation, chevaux de frise, mur de séparation, etc.) est neutralisée par l'armée israélienne.        

### Période 1967-1980
Les années 1970 sont marquées par :
- la guerre de 1973, contre seulement deux pays arabes, l'Égypte (Anouar el-Sadate) et la Syrie ; c'est une troisième victoire pour Israël, mais plus difficile qu'en 1967 ;
- la victoire du Likoud de Menahem Begin en 1977, mettant fin à 29 ans de domination des travaillistes ;
- les accords de Camp David (septembre 1978), puis le traité de paix (mars 1979) avec l'Égypte d'Anouar el-Sadate.

## La loi de Jérusalem de 1980

### Circonstances
Elle est adoptée par la Knesset à la majorité écrasante[réf. nécessaire] des députés, à l'exception des députés arabes israéliens. 
En tant que loi fondamentale de l'État juif, elle ne peut être modifiée que par une majorité forte de plus de la moitié des membres de la Knesset[pas clair]. 

### Contenu
La loi de Jérusalem traite :
- du lieu des institutions israéliennes dans la ville de Jérusalem ;
- des lieux saints de la ville et des droits des membres de toutes les religions ;
- du développement de la ville, devant aller à une nouvelle définition de Jérusalem et de des nouvelles zones de peuplement juif .

### Condamnations internationales
Elle est condamnée par les résolutions 476 du 30 juin 1980 et 478 du 20 août 1980 du Conseil de sécurité des Nations unies qui affirment que :

« l'adoption de la « loi fondamentale » par Israël constitue une violation du droit international et n'affecte pas le maintien en application de la Convention de Genève (…) dans les territoires palestiniens et autres territoires arabes occupés depuis juin 1967, y compris Jérusalem »

## Suites et conséquences
- question du transfert des organes de l'État d'Israël à Jérusalem ;
- la plupart des ambassades sont toujours à Tel-Aviv-Jaffa (sauf celles des Etats-Unis et de cinq petits États)